# 讷维尔维塔斯
讷维尔维塔斯（法語：Neuville-Vitasse，法語發音：[nøvil vitas]）是法国上法蘭西大區加来海峡省的一个市镇，属于阿拉斯区。

## 地理
讷维尔维塔斯（50°14'50"N, 2°49'13"E）面积6.98 平方千米，位于法国上法蘭西大區加来海峡省，该省份为法国北部沿海省份，西北濒北海，南至索姆省，东临北部省。
与讷维尔维塔斯接壤的市镇（或旧市镇、城区）包括：蒂卢瓦莱莫夫莱讷、博兰、布瓦里贝克雷勒、科热勒河畔埃南、梅尔卡泰勒、科热勒河畔圣马丹、旺库尔。

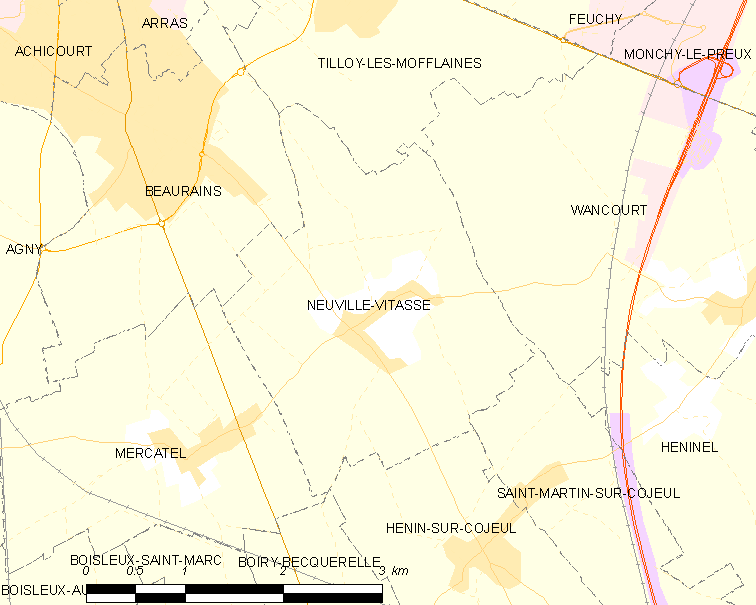
讷维尔维塔斯的OSM定位图

讷维尔维塔斯的时区为UTC+01:00、UTC+02:00（夏令时）。

## 行政
讷维尔维塔斯的邮政编码为62217，INSEE市镇编码为62611。

## 政治
讷维尔维塔斯所属的省级选区为阿拉斯第三县。

## 人口

1962-2008年间讷维尔维塔斯人口变化图示

讷维尔维塔斯于2022年1月1日时的人口数量为484人。